# Radosław (przystanek kolejowy)
Radosław – zlikwidowany przystanek osobowy w Nowogardzie, w województwie zachodniopomorskim, w Polsce.